# Masdevallia schroederae
Masdevallia schroederae är en orkidéart som beskrevs av Boos. Masdevallia schroederae ingår i släktet Masdevallia och familjen orkidéer. Inga underarter finns listade i Catalogue of Life.